# Helmut Faulwetter
Helmut Faulwetter (* 17. April 1929 in Renthendorf; † 22. Oktober 1989) war ein deutscher Ökonom und Diplomat. Er war Botschafter der DDR in Ceylon und den Malediven.

## Leben und Wirken
Faulwetter, Sohn eines Arbeiters, besuchte die Volksschule und erlernte den Beruf des Maurers. Nach 1945 qualifizierte er sich zum Berufsschullehrer, zum Lehrer für Gesellschaftswissenschaften sowie zum Dozenten der Berufsschullehrerausbildung in Gotha. 1953 nahm Faulwetter eine Tätigkeit als wissenschaftlicher Assistent am Institut für Politische Ökonomie an der Hochschule für Ökonomie Berlin (HfÖ) auf. Er legte 1957 als Externer sein Staatsexamen als Lehrer für Politische Ökonomie an der Humboldt-Universität zu Berlin ab. 1960 promovierte er an der HfÖ über die Lohnpolitik der westdeutschen SPD zum Dr. rer. oec.
Ab 1961 war Faulwetter als wirtschaftlicher Berater an der Handelsvertretung der DDR in Kairo und ab 1963 als Leiter der Zweigstelle der DDR-Handelsvertretungs (im Range eines Handelrates) im indischen Madras am Ausbau der Wirtschaftsbeziehungen zwischen der DDR und Entwicklungsländern beteiligt. 
Diese Tätigkeiten gaben ihm Anstoß, sich auch wissenschaftlich mit den Problemen der Entwicklungsländer auseinanderzusetzen. 1964 stellte er sich dem neugegründeten Institut für Ökonomik der Entwicklungsländer an der HfÖ zur Verfügung. Faulwetter trug dazu bei, den Ruf dieses Instituts, dessen Leitung er für zwei Amtsperioden übernommen hatte, mit zu begründen und zu festigen. Er verteidigte dort 1967 seine Habilitationsschrift über Außenwirtschaft und Reproduktionsprozess in Indien und wurde 1970 zum ordentlichen Professor berufen.
1970 wurde Faulwetter zum außerordentlichen und bevollmächtigten Botschafter der DDR in Ceylon (Sri Lanka) und der Republik der Malediven ernannt. 1974 kehrte er zurück an das Institut für Ökonomik der Entwicklungsländer. 
Faulwetters Arbeiten beschäftigen sich unter anderem mit der Ausbeutung der Entwicklungsländer, mit ihrem Kampf um eine neue internationale Wirtschaftsordnung sowie mit der Talentabwanderung. 
Faulwetter war Sprecher der sozialistischen Staaten auf der UNO-Weltkonferenz der am wenigsten entwickelten Länder 1981 in Paris sowie Mitglied von Regierungsdelegationen und Expertengruppen in UNCTAD, ECE und UNESCO. Er war auch in DDR-Gremien wie dem Zentralen Rat für Asien-, Afrika- und Lateinamerikawissenschaften, der Liga der Vereinten Nationen der DDR sowie dem URANIA-Präsidium tätig.
Faulwetter starb am 22. Oktober 1989 während der Vorbereitung auf eine Operation an Herzversagen.
Er war seit 1948 Mitglied der SED.

## Schriften (Auswahl)

### Monographien
- Die gesellschaftliche Funktion der heutigen rechten Sozialdemokraten Westdeutschlands dargestellt am Beispiel ihres theoretischen und praktischen Verhaltens zu Lohnfragen. HfÖ, Berlin 1960 (Dissertation A).
- (zusammen mit Peter Stier): Grundfragen des Zusammenhanges von Außenwirtschaft und Reproduktionsprozeß in Indien. HfÖ, Berlin 1967 (Dissertation B).
- (zusammen mit Peter Stier): Indien: Bilanz und Perspektive einer kapitalistischen Entwicklung. Innere und äußere Bedingungen der ökonomischen Reproduktion. (Studien zur Geschichte Asiens, Afrikas und Lateinamerikas, Band 22). Akademie-Verlag, Berlin 1970.
- (zusammen mit Martin Breetzmann, Joachim Garscha und Peter Stier): Industrie und Industrieplanung in Entwicklungsländern. Erfahrungen – Probleme – Aufgaben. Akademie-Verlag, Berlin 1981.
- Entwicklungsländer und neue internationale Wirtschaftsordnung. Analyse und Perspektive. Staatsverlag der Deutschen Demokratischen Republik, Berlin 1982.
- (zusammen mit Peter Stier): Marxist views on the transformation of the international economic order. Akademie-Verlag, Berlin 1983.
- (zusammen mit Peter Stier): Entwicklungsländer am Scheideweg. Verlag Die Wirtschaft, Berlin 1984.
- (zusammen mit Ulrich Hoffmann): Entwicklungsländer: Ausstieg aus dem Schuldenkarussell?  Staatsverlag der Deutschen Demokratischen Republik, Berlin 1988.

### Artikel
- (zusammen mit Peter Stier): Zur Problematik der Importsubstitution im Prozess des wirtschaftlichen Wachstums der Entwicklungsländer. In: Wissenschaftliche Zeitschrift / Hochschule für Ökonomie Berlin. Beiträge aus Forschung und Lehre, 13 (1968), Heft 2, S. 197–203.
- Der Einfluss des unsichtbaren Handels auf die Akkumulationsproblematik in Entwicklungsländern. In: Wissenschaftliche Zeitschrift / Hochschule für Ökonomie Berlin. Beiträge aus Forschung und Lehre, 13 (1968), Heft 4, S. 415–423.
- (zusammen mit Peter Stier): Ernährungsproblem und Wirtschaftswachstum in Indien. In: Neue Indienkunde. Festschrift Walter Ruben zum 70. Geburtstag. Akademie-Verlag, Berlin 1970, S. 273–286.
- Die am wenigsten entwickelten Länder des kapitalistischen Wirtschaftssystems und ihre Entwicklungsprobleme. In: Asien, Afrika, Lateinamerika, 4 (1976), Heft 3, S. 456ff.
- (zusammen mit Gerhard Scharschmidt): Die IV. Tagung der Konferenz für Handel und Entwicklung der Vereinten Nationen (UNCTAD) . In: Asien, Afrika, Lateinamerika, 4 (1976), Heft 4, S. 863–880.
- „Gehirnraub“ – Ausplünderung der Entwicklungsländer. In: Horizont, 10 (1977), Heft 39, S. 22–23.
- The reverse transfer of technology (brain drain), instrument of neo-colonialist exploitation and an impediment to the development of science and technology in developing countries. In: Wissenschaftliche Beiträge des Instituts Ökonomik der Entwicklungsländer an der Hochschule für Ökonomie „Bruno Leuschner“ Berlin, 12 (1977), Heft 3, S. 5–13
- (zusammen mit Bernd Wolf): Ein „Entwicklungsstrahl“. Quantifizierungsversuch der ökonomischen Entwicklung von Ländern im kapitalistischen Weltwirtschaftssystem. In: Asien, Afrika, Lateinamerika, 5 (1977), Heft 3, S. 374–377.
- Zu einigen Aspekten der dreiseitigen Wirtschaftskooperation. In: Wissenschaftliche Zeitschrift / Hochschule für Ökonomie Berlin. Beiträge aus Forschung und Lehre, 23 (1978), Heft 2, S. 60–70.
- (zusammen mit Gerhard Scharschmidt): Die Forderung der Entwicklungsländer nach einer „Neuen internationalen Wirtschaftsordnung“ im Lichte einiger jüngster Entwicklungstendenzen im kapitalistischen Weltwirtschaftssystem. In: Deutsche Außenpolitik, 23 (1978), S. 74–88.
- (zusammen mit Gerhard Scharschmidt): Zur Auslandsverschuldung von Entwicklungsländern. In: Asien, Afrika, Lateinamerika, 6 (1978), Heft 6, S. 1066–1077.
- (zusammen mit Bernd Wolf): Die Differenziertheit der Entwicklung des Kapitalismus in Asien, Afrika und Lateinamerika. In: Asien, Afrika, Lateinamerika, 6 (1978), Heft 2, S. 216–238.
- (zusammen mit Bernd Wolf): Unterschiedliche Entwicklungen des Kapitalismus in Ländern der „Dritten Welt“. In: Deutsche Außenpolitik, 23 (1978), S. 71–84.
- (zusammen mit Willi Luchterhand): Der Kampf der Entwicklungsländer um die Veränderung ihrer Stellung in der kapitalistischen Weltwirtschaft und die V. UNCTAD. In: Asien, Afrika, Lateinamerika, 7 (1979), Heft 5, S. 789–802.
- V. UNCTAD : Kampf um gleichberechtigte internationale Wirtschaftsbeziehungen. In: Deutsche Außenpolitik, 24 (1979), S. 59–73.
- Aktuelle Fragen der Auseinandersetzung der Entwicklungsländer mit den kapitalistischen Industrieländern um eine Neue Internationale Wirtschaftsordnung. In: Wissenschaftliche Zeitschrift / Hochschule für Ökonomie Berlin. Beiträge aus Forschung und Lehre, 25 (1980), Heft 3, S. 97–103.
- Prozesse und neue Tendenzen des Kampfes der Entwicklungsländer um Veränderung ihrer Stellung in den internationalen Wirtschaftsbeziehungen. In: Wissenschaftliche Zeitschrift / Hochschule für Ökonomie Berlin. Beiträge aus Forschung und Lehre, 28 (1983), Heft 1, S. 47–55.
- (zusammen mit Ulrich Hoffmann): Die Mechanismen der Herausbildung kapitalistischer Produktionsverhältnisse in Entwicklungsländern. In: Asien, Afrika, Lateinamerika, 11 (1983), Heft 4, S. 953–968.
- (zusammen mit Ulrich Hoffmann): Die Ausbeutung der Entwicklungsländer durch den Imperialismus. In: Asien, Afrika, Lateinamerika, 12 (1984), Heft 4, S. 595–608.